# Aleksandra Pivec
Aleksandra Pivec (ur. 26 marca 1972 w Ptuju) – słoweńska polityk i badaczka, w latach 2018–2020 minister rolnictwa, leśnictwa i żywności, w 2020 przewodnicząca Demokratycznej Partii Emerytów Słowenii (DeSUS) oraz wicepremier.

## Życiorys
W 1999 ukończyła studia chemiczne na Uniwersytecie Lublańskim. Na tej samej uczelni doktoryzowała się w zakresie inżynierii chemicznej. Pracowała na Uniwersytecie Lublańskim, a także w centrum naukowo-badawczym ZRS Bistra w Ptuju. Zajmowała się tam opracowywaniem, zarządzaniem i koordynacją w zakresie różnych projektów. Objęła funkcję dyrektora tej instytucji. W 2016 podjęła pracę w rządowym biurze do spraw słoweńskiej diaspory, w 2017 awansując na sekretarza stanu.
We wrześniu 2018 z rekomendacji Demokratycznej Partii Emerytów Słowenii objęła urząd ministra rolnictwa, leśnictwa i żywności w nowo powołanym rządzie Marjana Šarca.
W styczniu 2020 została wybrana na przewodniczącą partii emerytów; pokonała w głosowaniu m.in. jej długoletniego lidera Karla Erjavca. W lutym tegoż roku jej partia weszła w skład nowej centroprawicowej koalicji, która wysunęła Janeza Janšę na urząd premiera. W marcu 2020 w jego nowym gabinecie pozostała na funkcji ministra rolnictwa, leśnictwa i żywności. Została też wicepremierem w tym rządzie.
W wyniku konfliktu w DeSUS we wrześniu 2020 ustąpiła z funkcji przewodniczącej partii, a w następnym miesiącu odeszła ze stanowisk rządowych. W marcu 2021 stanęła na czele nowego ugrupowania pod nazwą Naša dežela.